# Den Gamle Smedje (Nakskov)
Den Gamle Smedje eller Skottes Smedje er teknisk arbejdende museum i Nakskov på det vestligste Lolland, der fremviser smedning og traditionelt værktøj og håndværk. Det ligger i en bygning i den gamle håndværkergade i byen, som har fungeret som smedje i byen i over 250 år.

## Historie
Tilegade er den første gade, som blev anlagt i Nakskov, og der har aldrig ligget andet end en smedje på Den Gamle Smedjes adresse, i den tid Nakskov har eksisteret.
I 1855 havde smedens bolig samme udseende som i dag, mens en sidebygning i gården blev ombygget i 1886. Bygningen havde en stald med plads til husdyr. I 1911 var der 8 svende og 3 lærlinge ansat i smedjen.
I 1987 blev Fonden for bevarelse af Skottes Smedje oprettet.

## Udstilling
Udover selve essen findes også værktøj fra smedjen, som er over 200 år gammelt. På loftet fandt man en samling redskaber fra 1833, og disse er overført til byens lokalhistoriske arkiv.
Udover den normale formidling i smedjen deltager museet også i arrangementer i byen og nærområdet. I 2016 fremviste man eksempelvis smedehåndværket på havnen i forbindelse med et stort arrangement i pinsen. Dette foregik i samarbejde med en smed fra Middelaldercentret på det østlige Lolland.